# Beatriz Enríquez de Arana
Beatriz Enríquez de Arana (Santa María de Trassierra, Córdova, 1467 — Santa María de Trassierra, Córdova, 20 de maio de 1521), foi companheira de Cristóvão Colombo e mãe do seu filho Fernando Colombo.
Beatriz era filha de Pedro de Torquemada e de Ana Nuñez de Arana, oriunda de uma família pobre e humilde, mas honrada. Segundo se crê, a sua relação com Colombo teria tido lugar quando este ainda era casado. Colombo chega pela primeira vez a Córdova em 20 de janeiro de 1485, tendo então Beatriz de idade entre 15 a 20 anos. Seria, possivelmente uma das criadas do albergue onde se hospedou.
No Inverno de 1487/1488 Colombo teve um caso amoroso com Beatriz, a qual dá à luz, a 15 de agosto de 1488, Fernando Colombo. Após o nascimento do filho, Colombo vai a Portugal, possivelmente devido ao falecimento de sua mulher Filipa Moniz.
No seu testamento Colombo deixa a Beatriz a renda anual de 10.000 maravedis, possivelmente como reparação pelos danos causados à sua honra. Colombo protegeu igualmente alguns dos seus parentes, tendo levado nas suas expedições Diego e Pedro de Arana, primos de Beatriz.